# Fütyülés
A fütyülés a hangképzés egyik lehetséges és viszonylag egyszerű formája. Azt a fajta hangkibocsátást értjük alatta, amikor a hang keltője – többnyire ember vagy állat – a szájnyílását viszonylag szűk résnyire húzva, az áthaladó levegő rezgését a nyelvének domborításával modulálva, a levegő folyamatos (jellemzően gyors ütemű) kifúvásával, esetleg beszívásával képez többé-kevésbé folytonos és a normál beszédhangnál (vagy az állatra alapvetően jellemző kommunikációs hangoknál) magasabb hangfekvésű hangot.
Tudnak jellegében hasonlóan hangzó hangot kiadni mesterséges, ember által alkotta berendezések, és – bizonyos feltételek megléte mellett – olyankor is keletkezhet fütyülésre hasonlító hang, amikor egyes természeti képződmények mellett halad el levegőáramlat. Emellett némely állatok elő tudnak állítani fütyülésre hasonlító hangokat úgy is, hogy ehhez csak a hangképzésre amúgy nem használt testrészeiket alkalmazzák (pl. többféle madár tollazata is alkalmas fütyülésszerű hang keltésére).
Fütyüléssel a legegyszerűbben rövid és éles, szűk hangterjedelmű auditív jelek állíthatók elő: ezek leggyakoribb neve magyarul fütty vagy füttyentés. Hasonló hangképzési módok alkalmazásával ugyanakkor hosszabb időtartamú, akár komplett dallamok előadása is lehetséges, akár művészi szinten is.

## A hangképzés módja
Fütyüléskor (legalábbis emberi hangkibocsátó esetén) az ajkak és a fogsorok közötti keskeny szájrésen átáramló levegő rezgése eredményezi a hallhatóvá váló hangot. Ilyenkor a szájüreg lényegében Helmholtz-rezonátorként működik, melynek paraméterei pillanatról pillanatra változtathatók aszerint, hogy a fütyülő személy (vagy állat) hogyan domborítja a nyelvét a szájpadláshoz és a szájréshez viszonyítva, illetve milyen egyéb módon befolyásolja azokat (pl. egy vagy több ujj, esetleg idegen tárgy szájrésbe való helyezésével). A fütyüléssel keltett hang jellemző tulajdonságai – hangszíne, hangmagassága stb. – ennek megfelelően változnak a fütyülés során.
Bár elméletileg nincs nagy különbség fütyüléskor aközött, amikor a szájrésen áthaladó levegő kifelé vagy befelé halad, figyelemfelhívó célú fütyülés – ahol lényeges, hogy a keletkező hang messze elhelyezkedő kommunikációs partner számára is hallható legyen – lényegében csak kifújással történhet. Dallamfütyülés esetében, tehát amikor fontosabb a hang moduláltsága, mint annak hangereje, a levegő befelé való áramoltatásával (tehát belégzéssel) közel azonos minőségű hangzás érhető el, mint kifújással, bár ez utóbbi módon keltett hang sokkal jobban szabályozható és árnyalható.
A kifújással és beszívással történő fütyülés átváltásai a hallgatók számára szinte észrevétlenek tudnak maradni, főleg ha a fütyülő személy e téren gyakorlott. Ha a légzési váltást megelőző utolsó hang és az azt követő első hang között hangmagasságbeli különbség van, akkor a fütyülő személy anélkül tud váltani kilégzésről belégzésre (vagy fordítva), hogy ezt a hallgatóságból (feltéve, hogy nem kifejezetten szakértőkről van szó) bárki észrevenné. Ha azonos hangmagasságú hangok fütyülése közben kell levegővételt váltani, ott pillanatnyi hiátusokat a laikus hallgatóság is képes észlelni, de a két szomszédos hang közötti szünet ilyen esetben sem szükségszerűen nagyobb, mint amikor egy fúvóshangszerrel játszanak azonos hangmagasságú hangokat legato módban.
Városi legenda Magyarországon, hogy a gyerekkorban elfogyasztott sok sárgarépa megkönnyíti a fütyülés elsajátítását,  illetve magas szinten való művelését. Azonban nem bizonyított, hogy lenne bármilyen kapcsolat a répaevés és a fütyülési képesség között.

## Alkalmazásának fő területei
Mivel fütyüléssel jellemzően messzire hangzó, éles, figyelemfelkeltésre kifejezetten alkalmas hangzás állítható elő, a fütty használatának legjellemzőbb terepe az ember–ember vagy ember–állat közti kommunikáció, kibocsátásának leggyakoribb célja pedig figyelemfelhívás vagy figyelmeztetés. Gyakori alkalmazási területe még a véleménynyilvánítás, amely helyzettől függően lehet élénk tetszés és határozott nemtetszés kinyilvánítása is. Utóbbi megjelölésére született meg a kifütyülés kifejezés, amely valamely emberi produkció ([politikai] szónoklat, zenei vagy színielőadás stb.) közönségének bizonyos hányada által együttesen kiadott, ellenszenvet, megszégyenítést vagy tiltakozást kifejező fütyülést jelent. Ugyanebben a körben említendő fogalom a füttykoncert is, amely szófordulatot jellemzően a közönség számottevő része által, erőteljes, illetve hosszan tartó fütyüléssel kifejezett nemtetszés-nyilvánításának megjelölésére szokták alkalmazni.
A fütyüléssel kiadható hangok rendszere egyes közösségekben összetett kommunikációs formává, „nyelvvé” alakult. Szerte a világon körülbelül hatvan különböző füttynyelv létezhet (vagy létezhetett), többek között a Pireneusokban, Mexikóban, Thaiföldön és Törökország területén. A legismertebb valószínűleg a Kanári-szigetek őslakóinak, a guancsoknak a füttynyelve, amelyet tőlük a szigeteket meghódító spanyolok is átvettek. Az egymástól gyakran hosszú és mély völgyek által elszigeteltek ezzel hatékonyan tudtak kommunikálni. Mára ennek csak egyik variánsa maradt fenn La Gomera szigetén, az „El silbo”.
A zenei dallamok reprodukálása dúdolással és fütyüléssel az emberi kultúra része az ősidőktől kezdve. A fütyülő személy csak magát, vagy az őt hallgató közönség szórakoztatását célozza. Ez utóbbi célra a fütyülés azért is előnyös, mert bármiféle segédeszköz nélkül képes reprodukálni közismert dallamok hangzását, kizárólag a dallam ívét és ritmusát reprodukálva, a hallgatók által azonosítható és élvezhető módon. Arra is alkalmas, hogy segítse egy teljes zenemű azonosítását, egyéb információk hiányában (pl. a szövegét, szerzőjét, vagy akár csak a címét, a hallgató ismerheti), akár csak egy részlet alapján. A 21. században akár telefonunk is képes lehet dallamok felismerésére, és azonosítására dúdolás vagy fütyülés alapján.

## Fütyülés a zenében

### A klasszikus zenében
A zenetörténetben aránylag kevés komolyzenei zeneszerző komponált füttyszólamot vagy fütyüléssel előadott szakaszokat a műveibe, aminek fő okai között minden bizonnyal ott található az így kelthető hangok viszonylag szűk (egyéni adottságoktól és gyakorlottságtól függően legfeljebb 2-3 oktávnyi) hangterjedelme, és a dallamos fütyülés korlátozott hangereje is. A könnyűzenei komponisták a klasszikus komolyzenei szerzőkhöz képest valamivel szívesebben nyúlnak ehhez a lehetőséghez, de a fütty vagy a dallamfütyülés a könnyebb műfajok számainál is többnyire csak hangulatfestést szolgál.

### A könnyűzenében
Néhány közismertebb, füttyszólamot, illetve fütyüléssel előadott szakaszokat tartalmazó mű:
- Bobby McFerrin: Don’t Worry, Be Happy;
- Scorpions: Wind of Change;
- Bangles: Walk Like An Egyptian;
- John Lennon: Jealous Guy;
- Hungária: Ciao, Marina;
- KFT: Elizabet;
- Seress Rezső: Én nem tudom, mit hoz a holnap (Dévényi Ádám-Trunkos András 1986-os feldolgozásában).
- Szintén vannak fütyült dallamszakaszok a Monty Python csoport közismert slágerében, az eredetileg a Brian élete című film záródalaként komponált Always Look on the Bright Side of Life számban, Eric Idle szerzeményében is. Utóbbit, több más szerző mellett Soltész Rezső is feldolgozta, magyar szöveggel, Nézd az élet jó oldalát! címmel (és több ismert hazai előadó közreműködésével); a refrén jellegzetes füttyszólama abban a verzióban is felhangzik.
- Az Omega együttes Trombitás Frédi című dalában egy éles füttyszó hallható, az idézett szöveg után: „Hátam mögött még / fütty se szól, mint rég…”

#### Filmzenékben
- A Híd a Kwai folyón című, 1957-ben bemutatott amerikai háborús filmdráma egyik legismertebb eleme, amikor a katonák kórusban fütyülik a Colonel Bogey induló(wd) dallamát (The River Kwai March, zenesz.: Malcolm Arnold(wd); Colonel Bogey March, Kenneth J. Alford(wd), 1914).
- Fütyülve hangzik el az Egy maréknyi dollárért című, olasz „spagettiwestern”-ben Ennio Morricone által komponált főcímdal (1964).
- A maga idején nagyon ismert és népszerű, füttyszólamot is tartalmazó alkotás volt az 1967-ben bemutatott Kalandorok című olasz-francia film főcímdala (zenesz.:François de Roubaix,  később Laetitia címmel szöveget is írtak, amit Alain Delon énekelt, de megmaradt benne a mélabús füttyszólam is).[2][3]
- Fütyült szólam hallható Az ördög jobb és bal keze című, 1970-ben bemutatott olasz western-vígjáték főcímzenéjében (zenesz.: Franco Micalizzi)[4]
- A Fuss, hogy utolérjenek! című magyar bűnügyi filmvígjátékban látható volt egy füttyművésznő rövid színpadi produkciója; az előadót Bakó Márta formálta meg.
- Fütyülve előadott szólam dominál A miskolci boniésklájd című, 2004-ben bemutatott magyar bűnügyi játékfilm főcímzenéjében is (zenesz.: Darvas Ferenc).

### Előadók
- Magyarországon a legismertebb füttyművész Hacki Tamás volt, aki e téren az 1970-es években volt a legaktívabb, bár még a 2000-es évek elején is adott ki új felvételeket.
- A 20. század második felében Budapest utcáit járta a városi legenda, Füttyös Gyuri. Érdekes jelenség volt, aki arról kapta e becenevét, hogy éles hangon füttyöngetett és közben a kezében tartott, összecsavart újsággal rácsapott  lámpaoszlopokra, hirdetőtáblákra, de akár női járókelők fenekére is, amelyek mellett elhaladt.
- A Magyar AIDS Alapítvány reklámjában a szereplők egy mindössze tíz hangból álló, de igen jellegzetes fütyült dallamával hívta fel a megelőzésre a figyelmet. (Füttyös óvszer, r: Sas István, zenesz: Rusznák Iván, 1980-as évek vége)[5][6]
- Kizárólag füttyszerű és csipogásra emlékeztető hangokkal kommunikál környezetével a Csillagok háborúja-univerzum egyik robotja, R2-D2.

### Képzőművészetekben
- Füttyös kalauznő – Felekiné Gáspár Anni szocreál stílusú festménye, ami Munkácsy-díjat hozott az alkotójának

## Fütyülés a populáris kultúrában

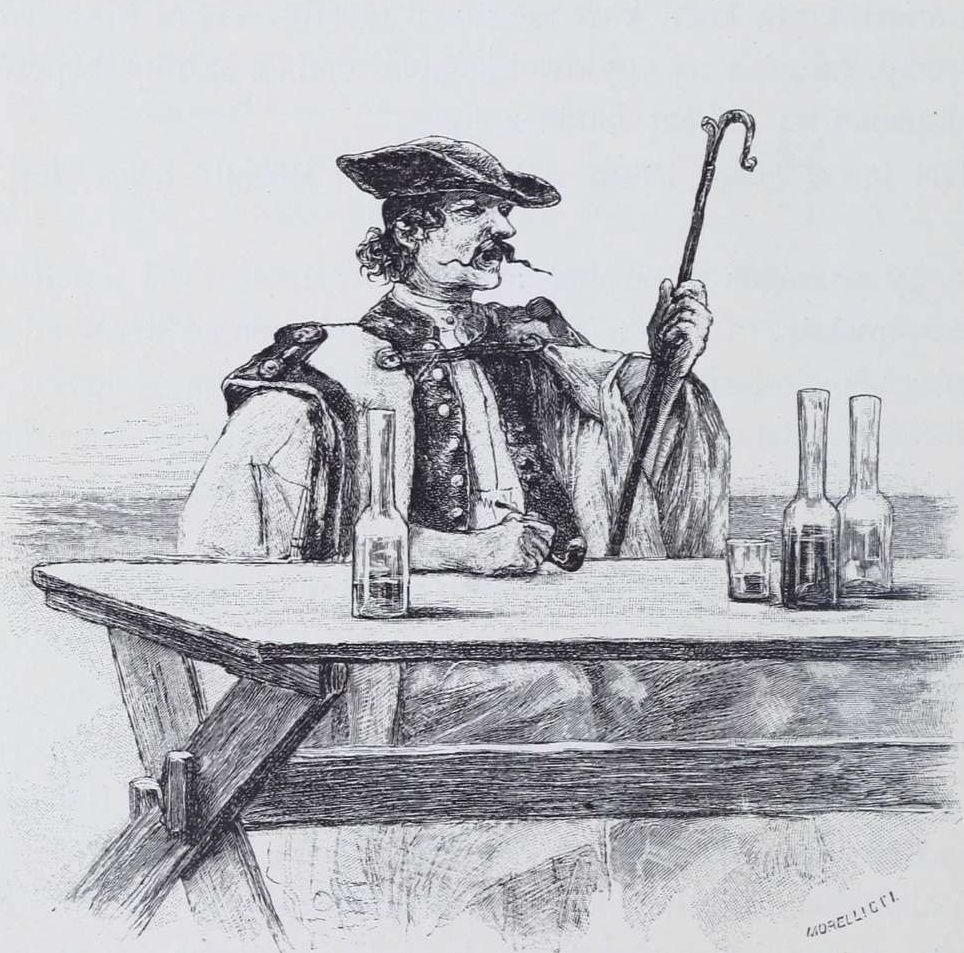
Juhász a csárdában, fütyülős üveggel

- A fütyülésről kapta a nevét egy jellegzetes üvegforma, a fütyülős üveg. Ez eredetileg egy alul hasas, vállal összeszűkülő, testéhez képest kétszer-négyszer hosszabb (párhuzamos) nyakú, füles vagy fületlen üvegkorsó volt; később palackok is átvették ugyanezt a formát, melyek űrtartalma 0,1 litertől akár 2 literig is terjedhet. Nevét egyik feltételezés szerint onnan kapta, hogy a dugó kirántásakor a nyakon keresztül áramló levegő füttyhöz hasonló hangot adott ki, de a név eredete bizonytalan, több feltételezés létezik.

Ez a forma a 18-19. század kocsmáiban vált divatossá, elsősorban a Tiszántúlon, Észak-Magyarországon és Erdélyben. A 20. század második felétől a magyar szeszipari vállalatok fütyülős üvegben kezdték palackozni a főleg nyugati exportra szánt barackpálinkát, a Fütyülős márkanéven piacra dobott ital fahordós érlelésű, valódi barackpárlat volt (fütyülős pálinka).
- A fütty szó más módon is megjelent a magyar nyelvű kocsmakultúrában: a kis mennyiségű italokat – például a kisfröccsöt, vagy a pikoló (2 dl) sört –, amelyek „egy füttyre” megihatók, szokás füttynek is nevezni.
- Az „azt a fűzfánfütyülő rézangyalát” szólás a magyar nyelvben régies, manapság trágárnak már a legkevésbé sem számító, leginkább tréfásnak nevezhető szitkozódás, illetve meglepődést kifejező szófordulat. A rézangyal az ország egyes tájain eltérő módon jelenik meg, például nemcsak fűzfán, de rézfán is fütyülhet, jégen is kopoghat, illetve a szólás „eredetmondája” is többféle változatban ismert; többnyire juhászokhoz vagy vadorzókhoz kötik.[8] A szólás szépirodalmi referenciái közt említést kíván Molnár Ferenc Játék a kastélyban című drámája és Lázár Ervin Berzsián és Dideki című könyve is. [A Rézangyal egyébként a 21. században ugyancsak egy szeszesital-márka neve lett, nyilván nem függetlenül a fűzfánfütyülés ténye és a fütyülős palack vidámító tartalma közti asszociatív kapcsolattól.]

## Fütyülés az állatvilágban
A fütyülés elsősorban a madarak és az emlősök világában meglehetősen elterjedt hangképzési és kommunikációs forma. Az énekesmadarak rendjének legtöbb faja többé-kevésbé dallamos csicsergésekből és füttyökből kombinált, gyakran kifejezetten az adott fajra jellemző „énekkel” kommunikál, ezen belül a füttyök előfordulási aránya változó. Jellemző például a sok fütty a pusztai hantmadár (Oenanthe isabellina) hangjára, de a köznyelvben a fekete rigó (Turdus merula) és a sárgarigó (Oriolus oriolus) énekét is gyakran a „fütyül” szóval illetik.
Az emlősök közül jellemzően füttyszerű hangok révén kommunikál fajtársaival például a nagy nádiantilop (Redunca arundinum), veszély jelzésére használja a fütyülést például a vikunya (Vicugna vicugna), a vietnámi szemölcsös disznó (Sus verrucosus) vagy a bobak, más néven pusztai mormota (Marmota bobak).
A csoportos életmódot folytató, ily módon a frissen kikelt utódaikról is gondoskodó őshüllők némelyikéről (például a Parasaurolophus walkeriről) azt feltételezik a kutatók, hogy kikelésük után a kis dinoszauruszok magas füttyszót hallattak, hogy így vonják magukra szüleik figyelmét.
Több olyan állatfaj létezik, amelynek a neve is utal a fütyülésre. Magyar nevük tekintetében ilyenek például a fütyülő réce (Anas penelope), a fütyülő gém (Syrigma sibilatrix), a fütyülő szuharbújó (Cisticola lateralis), továbbá a fütyülőludak családjának összes faja (apáca-fütyülőlúd (Dendrocygna viduata), piroscsőrű fütyülőlúd (D. autumnalis), gyöngyös fütyülőlúd (D. guttata), pálmafütyülőlúd (D. arborea), sujtásos fütyülőlúd (D. bicolor), sarlós fütyülőlúd (D. eytoni), vándorfütyülőlúd (D. arcuata), bengáli fütyülőlúd (D. javanica)); utóbbiak a közös nemzetségnevüket jellegzetes füttyentő hangjuk után kapták, melyekkel az egyedek kommunikálnak egymással. Ebben a körben említhető a füttyentőbéka-félék (Leptodactylidae) több mint ezer békafajt tartalmazó kétéltűcsaládja is.

## Társadalmi megítélése
A fütyülés társadalmi megítélése nemzetenként és még ezen belül kultúránként is nagyon eltérő. Egy fütty kifejezhet rendkívül pozitív véleményt is (pl. ha fiatal férfi fütyül egy általa csinosnak tartott lány után) és ugyanígy rendkívül negatívat is (ha pl. akár ugyanaz a fiatal férfi éles füttyszóval fejezi ki határozott nemtetszését egy sportmérkőzésen egy játékvezetői döntés ellen). Az efféle fütty, főleg ha egyes csoportok (pl. a fenti helyzetben a füttyszóval „illetett” csinos nők) magánszférájába behatoló, kéretlen véleménynyilvánításként jelenik meg, fokozatosan egyre kevesebb nemzet egyre kevesebb kulturális környezetében számít elfogadottnak.
Másrészről a gyakori fütyörészés, gondtalan dallamfütyüléssel való időtöltés sok társadalmi környezetben a léhaság, a semmittevő életmód megtestesülésének számított – ilyesmit fejez ki például a „fütyül rá”, „fütyül valamire” = nem törődik vele, nem érdekli, rá se hederít jelentésű szólás is –, amely megítélés viszont ma már eltűnőfélben van.
A fütyüléssel kapcsolatos több népi mondás is, mint például az „úgy táncol, ahogy [más(ok)] fütyül(nek)” szólás, ami körülbelül annyit jelent: minden önállóság nélkül / megalázkodva kiszolgál mást vagy másokat. 2023 késő őszén a magyar kormány ezt a szólást felhasználva alakította ki az éppen aktuális nemzeti konzultációjának fő üzenetét: „A Gyurcsány-korszakban úgy táncoltak, ahogy Brüsszelben fütyültek. […] Ön mit gondol erről? Újra úgy táncoljunk, ahogy ők fütyülnek?”